# 小米手机1S
小米手机1S是一款由小米科技于2012年8月16日推出的智能手机，该机基于Android操作系统，搭载MIUI。作为小米手机M1的升级版本，小米手机1S配备了高通双核1.7GHz处理器，主鏡頭改用F2.2光圈的背照式鏡頭，并添加了一个200万像素的前置摄像头，除此之外，其他的硬件配置则与第一代小米手机相同。

## 发布
2012年8月16日，小米科技在位于北京的798艺术区举行了“小米2012年新品发布”，在发布会中，小米科技创始人雷军正式发布了两台智能手机，一台为第一代小米手机的升级版小米手机1S，另一台为4核智能手机小米手机2。在发布会上，雷军公布了小米手机1S的价格为人民币1499元，并开放网络预订。

## 发售
小米手机1S于2012年8月23日北京时间上午10点开放购买，共有140万名用户预订，但首轮只放出20万台手机。开放购买29分36秒后，20万台手机即告售罄。小米科技联合创始人黎万强在微博上表示抢购到这20万台小米手机1S的用户将在7天内收到货物，并称下一轮发售将于近期开始。2012年9月6日上午10点，小米手机1S第二轮发售开始，此轮发售放出15万台小米手机1S与5万台电信版小米手机1S，仅用9分40秒，这二十万台小米手机1S即告售罄。

## 争议
奇虎360董事长周鸿祎在小米手机1S首轮发售售罄后认为这是小米科技在变相降价，损害了以人民币1999元购买第一代小米手机的消费者的利益，并建议雷军给在半年内购买第一代小米手機的用户返现700元。除此之外，也有人在成本问题上质疑小米手机1S，认为小米手机1S的成本仅有900元。但随后雷军辟谣称小米手机仅有100至200元的利润。

## 外部連結
- 小米手机官方主页 （页面存档备份，存于）
- 小米手机汇总 （页面存档备份，存于）